# Place Maurice-Chevalier
La place Maurice-Chevalier est une voie située dans le quartier de Belleville du 20e arrondissement de Paris.

## Situation et accès
La place Maurice-Chevalier est desservie à proximité par la ligne 2 à la station Ménilmontant.

## Origine du nom
Elle porte le nom du chanteur de variétés et artiste de cinéma français Maurice Chevalier (1888-1972), célébrité du quartier de Ménilmontant où il était né et avait grandi. 

## Historique
Cette place est ouverte par un arrêté municipal en date du 30 août 1978, au moment de la restructuration de la zone sur l'emprise d'une partie de la rue Étienne-Dolet et en englobant l'ancienne impasse du Liban.
Depuis 2010, le festival Ciné Ménilmontant organise des manifestations culturelles (projection de films, débats, concerts) sur la place.

## Bâtiments remarquables et lieux de mémoire
- La place donne sur l'église Notre-Dame-de-la-Croix de Ménilmontant.
- Une fontaine Wallace de l'arrondissement se trouve sur la place.

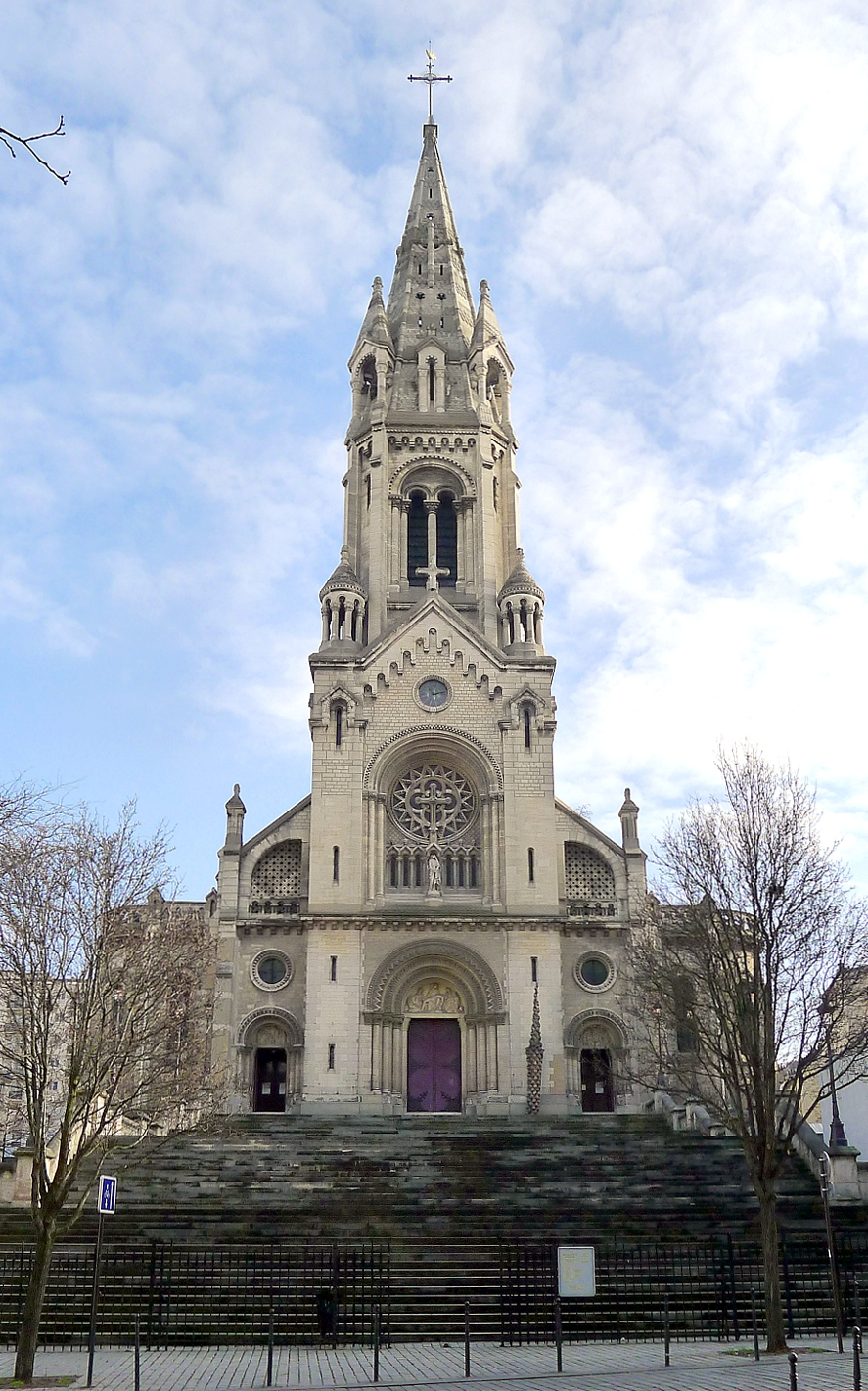
L'église Notre-Dame-de-la-Croix de Ménilmontant.
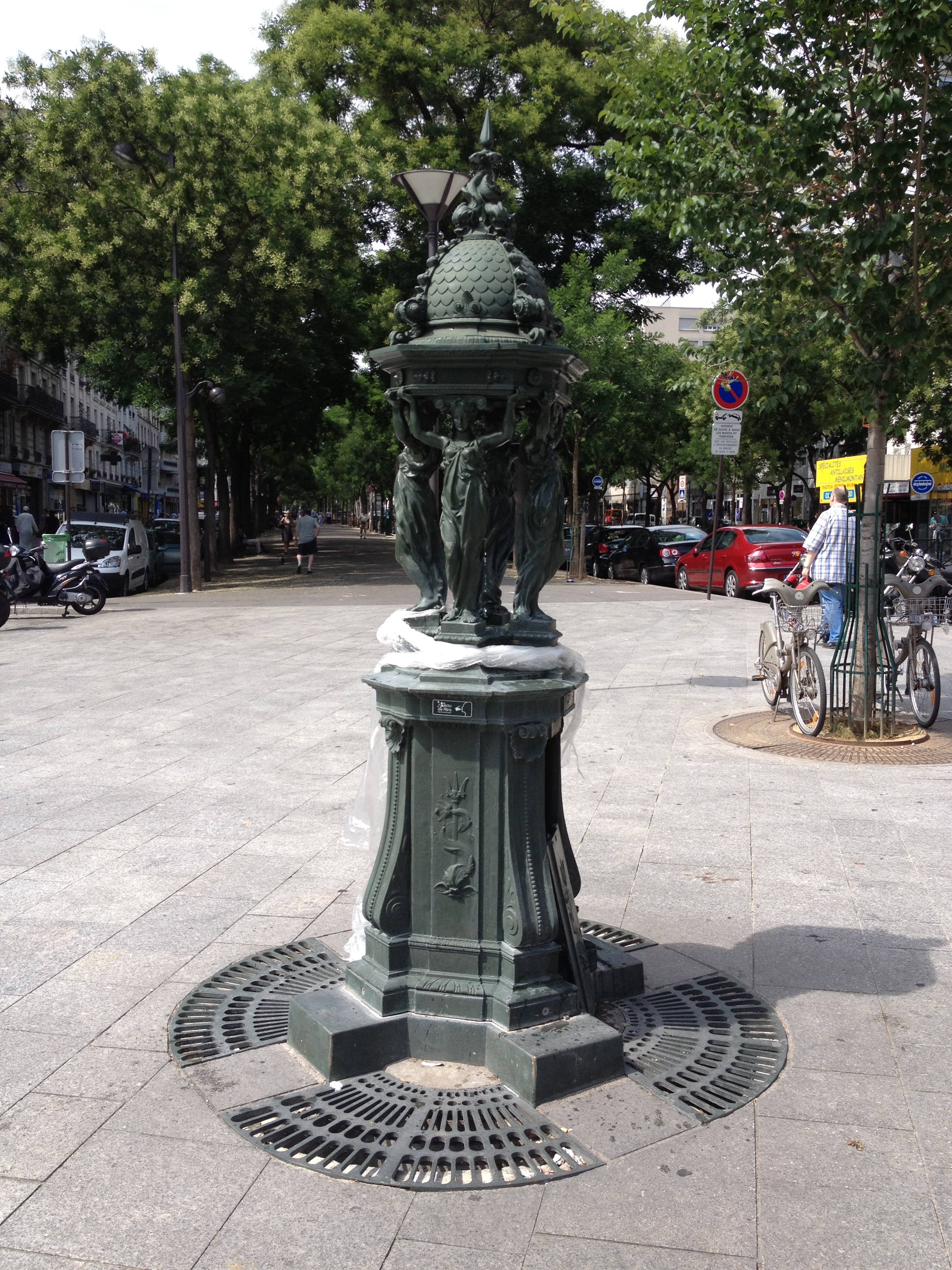
La fontaine Wallace.